# Francisco Lucas Pires
Francisco António Lucas Pires (ur. 19 października 1944 w Coimbrze, zm. 22 maja 1998 w Pombalu) – portugalski polityk, prawnik i nauczyciel akademicki, poseł do Zgromadzenia Republiki, eurodeputowany II, III i IV kadencji, minister, od 1983 do 1985 przewodniczący Centrum Demokratycznego i Społecznego (CDS).

## Życiorys
Ukończył studia prawnicze na Uniwersytecie w Coimbrze (1966), kształcił się także w zakresie nauk politycznych i ekonomicznych (dyplom z 1970). W 1989 doktoryzował się w zakresie nauk prawnych na Uniwersytecie w Coimbrze. Pracował jako nauczyciel akademicki, był profesorem prawa konstytucyjnego i europejskiego na macierzystej uczelni, wykładał także na Universidade Católica Portuguesa i Universidade Autónoma de Lisboa. Praktykował również jako adwokat i radca prawny, działał w instytucjach arbitrażowych. Był autorem publikacji z zakresu prawa konstytucyjnego i politologii.
Zaangażował się jednocześnie w działalność polityczną w ramach Centrum Demokratycznego i Społecznego. Od 1976 z ramienia tego ugrupowania był kilkakrotnie do początku lat 90. wybierany na posła do Zgromadzenia Republiki. W 1980 był koordynatorem koalicyjnego Sojuszu Demokratycznego. W VIII rządzie konstytucyjnym, którym kierował Francisco Pinto Balsemão, sprawował urząd ministra kultury i nauki (1981–1983). W latach 1983–1985 pełnił funkcję przewodniczącego CDS. W 1986 po akcesie Portugalii do Wspólnot Europejskich został posłem do Parlamentu Europejskiego. Wybierany na europosła w wyborach w 1987 i 1989. Na początku lat 90. opuścił CDS, opowiadając się za bardziej proeuropejską polityką partii. Dołączył do Partii Socjaldemokratycznej, z listy której w 1994 ponownie został europosłem. Zmarł w trakcie IV kadencji PE.